# Juan de Dios Salazar y Oyarzábal
Juan de Dios Salazar y Oyarzábal (Concepción, 24 de abril de 1875 – Valencia, 8 de marzo de 1923), fue un abogado y político peruano. Partidario del presidente Augusto B. Leguía. Fue ministro de Gobierno (1911) y presidente de la Cámara de Diputados (1912 y 1919-1921).

## Biografía
Hijo de Francisco Salazar y Josefina Oyarzábal Olavarría. Estudió en el colegio Convictorio Peruano y luego ingresó a la Universidad Mayor de San Marcos, donde se graduó de bachiller en Jurisprudencia en 1897. Se recibió como abogado en 1900.
En 1895 empezó a laborar en la administración pública como jefe de la división de Municipalidades, Educación y Beneficencia del Concejo Departamental de Lima. En 1897 fue elegido diputado suplente por Jauja, pasando a ser titular en 1899.
Como destacado miembro del Partido Civil (entonces en el poder), fue nombrado sucesivamente prefecto de Puno (1903-1905) y de Cajamarca (1905-1906). En 1907 fue elegido diputado suplente por la provincia de Jauja, pero poco después se le encomendó la judicatura de las provincias del Alto y Bajo Amazonas, y de Ucayali (1908-1909), con sede en Iquitos, hacia donde se trasladó navegando por el río Pichis, viaje que le permitió conocer los recursos y las necesidades de la inmensa región amazónica, hasta entonces poco conocida y aprovechada por la autoridad central.
De regreso a Lima, ocupó su escaño de diputado en el parlamento. En unas sesiones secretas realizadas en la Cámara de Diputados, en febrero de 1910, se opuso al laudo arbitral que estaba a punto de dar el rey de España con respecto a la cuestión limítrofe con el Ecuador, al considerar que lesionaba profundamente los intereses del Perú. Pero la mayoría de diputados, manejados diestramente por el canciller Melitón F. Porras Osores se mostró favorable al laudo. Fue también elegido delegado del Congreso ante la Junta Electoral Nacional (1910), como representante del gobierno de Augusto B. Leguía. Fue precisamente este gobernante que decidió clausurar dicha Junta, el 18 de mayo de 1911, ocasionando una crisis política.
El 31 de agosto de 1911, Leguía lo nombró ministro de Gobierno y Policía, formando así parte del gabinete ministerial presidido por Agustín Ganoza y Cavero. Por entonces eran procesados los involucrados en la sublevación del 29 de mayo de 1909, y en el país había surgido un movimiento en favor de la más amplia amnistía para los presos por delitos políticos, encerrados después de esa fecha. El 12 de septiembre de 1911 apareció en el diario El Comercio un artículo titulado «La amnistía», cuyo autor era un joven escritor llamado José de la Riva Agüero y Osma, quien, además de reclamar la amnistía para los procesados, hacía una vigorosa crítica al gobierno. Este respondió al día siguiente apresando al escritor. La juventud universitaria salió entonces a protestar a las calles, el 14 de septiembre. Era la primera vez que los universitarios salían a protestar contra el gobierno de turno, gritando «abajo la dictadura» y «viva la democracia». En la Plaza Mayor se produjo un choque con los gendarmes, quienes, con sus sables y caballos, atropellaron a los estudiantes, produciendo varios heridos y un fallecido. Salazar, que no había ordenado el ataque de la gendarmería, asumió en su persona la responsabilidad política y renunció a su cargo de ministro, siendo apodado como el «ministro soneto» por haber durado en el despacho de Gobierno apenas catorce días (alusión burlesca a los catorce versos de un soneto).
En ese mismo año de 1911 fue nombrado vocal suplente de la Corte Superior de Justicia de Lima,  así como miembro de la junta directiva del Partido Civil. Y presidió la Cámara de Diputados en las legislaturas de 1912-1913.
En 1913 fue elegido diputado por la provincia de Huancané e hizo oposición al segundo gobierno de José Pardo y Barreda. En 1916 se contó entre los fundadores del diario El Tiempo, uno de cuyos colaboradores fue el escritor José Carlos Mariátegui. Fue uno de los diputados que se opusieron a la intención del gobierno de someter el problema de La Brea y Pariñas al arbitraje del rey de Inglaterra (1918).
En 1919 apoyó el golpe de Estado perpetrado por Leguía contra el presidente José Pardo. Se dice que integró una comisión junto con el marino Moisés Pinto Basurco y el comandante César Landázuri, que impidió que la turba leguiísta y antipardista atacara el local del Club Nacional y los hogares de importantes familias limeñas, así como evitó que se consumara la destrucción de otras casas ya asaltadas.
Fue elegido diputado por Huancané a la Asamblea Nacional de 1919 que redactó la Constitución de 1920. Enseguida, fue diputado en el Congreso ordinario hasta 1923. Presidió la Cámara de Diputados entre 1919 y 1921.
En 1922 presidió la Embajada Extraordinaria del Perú ante Brasil, con motivo del centenario de la independencia de este país. Concluido dicho encargo, viajó a Europa, para disfrutar de unas vacaciones. Víctima de un repentino ataque cardíaco, falleció en Valencia en 1923.